# Loxoconcha fischeri
Loxoconcha fischeri är en kräftdjursart som först beskrevs av Brady 1869.  Loxoconcha fischeri ingår i släktet Loxoconcha och familjen Loxoconchidae. Inga underarter finns listade i Catalogue of Life.